# Jorvan Vieira
Jorvan Vieira (* 24. Mai 1953 in Duque de Caxias) ist ein ehemaliger brasilianischer Fußballspieler und -trainer.

## Karriere
Er spielte in Brasilien für die Klubs CR Vasco da Gama, Botafogo und Portuguesa, beendete seine Karriere allerdings bereits früh und wurde Trainer. 1980 trainierte er für ein Jahr den Qatar Sports Club, bevor er Nationaltrainer der U20 des Oman wurde. Nach kurzer Zeit auf dieser Position zog er für acht Jahre nach Marokko und betreute dort verschiedene Vereine. Mit FAR Rabat wurde er 1987 und 1989 marokkanischer Meister, 1986 marokkanischer Pokalsieger. Zudem trainierte er auch die Klubs Wydad Casablanca, Tihad Sportif und IR Tanger.
Bei der Fußball-Weltmeisterschaft 1986 war er unter seinem Landsmann José Faria Co-Trainer der marokkanischen Nationalmannschaft, die als erste afrikanische Mannschaft die zweite Runde einer Weltmeisterschaft erreichte.
1999 führte er Al Qadsia Kuwait zur Landesmeisterschaft, in der folgenden Saison trainierte er den ägyptischen Verein Ismaily SC und gleichzeitig erneut die U20 des Oman. Danach wurde er Trainer der U20 von Malaysia, kehrte aber nach einiger Zeit in den Oman zurück und gewann mit al-Nasr den Oman Cup. 2006 trainierte er in Saudi-Arabien Al-Ta'ee, wurde dort jedoch wegen Erfolglosigkeit entlassen.
Im Mai 2007, zwei Monate vor Beginn der Asienmeisterschaft 2007, wurde er Nationaltrainer der irakischen Nationalmannschaft, mit der er die Asienmeisterschaft zum ersten Mal in der Geschichte des Irak auch gewann. Im Februar 2008 übernahm er den iranischen Erstligisten Sepahan Isfahan als Trainer, nach mäßigen Erfolgen in der AFC Champions League wurde er allerdings im Juni desselben Jahres entlassen.
Im September 2008 kehrte er zurück zur irakischen Nationalmannschaft und unterschrieb einen Ein-Jahres-Vertrag mit dem irakischen Fußballverband. Nach lediglich vier Monaten wurde Vieira allerdings aufgrund des Vorrundenauses beim Golfpokal wieder entlassen.

## Erfolge als Trainer
FAR Rabat
- Marokkanischer Pokalsieger: 1986
- Marokkanischer Meister: 1987, 1989

Al Qadsia Kuwait
- Kuwaiti Premier League: 1999

Al-Nasr SC
- Oman Cup: 2005

Irak
- Fußball-Asienmeisterschaft: 2007